# Ҩ
Ҩ, ҩ は、アブハズ語で用いられるキリル文字である。

## 由来
1862年にピョートル・ウスラルがアブハズ語を記述する際に作成されたアルファベットで、現代でも用いられている。

## 呼称
- アブハズ語 : Ҩы
- Unicode : CYRILLIC CAPITAL/SMALL LETTER ABKHASIAN HA (アブハズ語のハ)。Version 1.0では、CYRILLIC CAPITAL/SMALL LETTER O HOOK (フック付きO)と呼ばれた。

## 音素
- 有声両唇硬口蓋接近音[ɥ] = [H]を表す。ɥと似た文字のЧは、アブハズ語で無声後部歯茎破擦音/t͡ʃʰ/を表す。

## アルファベット上の位置
- 現代では、アブハズ語アルファベットにおける第60字母であり、ЫとЏの間に位置する。
- 1887年ピョートル・ウスラル著「アブハズ語」及び、1892年ドミトリー・グリヤ著「アブハズ語」では第4字母で、ВとГの間に位置していた。

## 符号位置
| 大文字 | Unicode | JIS X 0213 | 文字参照        | 小文字 | Unicode | JIS X 0213 | 文字参照        | 備考 |
| ------ | ------- | ---------- | --------------- | ------ | ------- | ---------- | --------------- | ---- |
| Ҩ      | U+04A8  | ‐          | &#x4A8; &#1192; | ҩ      | U+04A9  | ‐          | &#x4A9; &#1193; |      |